# Druga bitka pri Machiasu
Bitka pri Machiasu (13.–14. avgust 1777) je bil amfibijski napad na mesto Machias v Massachusettsu (v današnjem vzhodnem Mainu) s strani britanskih sil med ameriško revolucionarno vojno. Lokalna milica, ki so jo podpirali indijanski zavezniki, je uspešno preprečila izkrcanje britanskih čet. Napad, ki ga je vodil komodor sir George Collier, je bil izveden v poskusu preprečitve načrtovanega drugega napada na utrdbo Cumberland (Kanada), ki je bila novembra 1776 oblegana. Britanske sile so se izkrcale pod Machiasom, zasegle ladjo in vdrle v skladišče.
Izid napada je bil sporen. Collier je trdil, da je bila akcija uspešna pri uničenju vojaških zalog za napad na utrdbo Cumberland (čeprav te zaloge niso bile dostavljene Machiasu), medtem ko so branilci trdili, da so uspešno preprečili zajetje Machiasa in pregnali Britance.